# Pic de Bennett
Campethera bennettii
Espèce
Statut de conservation UICN

 LC  : Préoccupation mineure
Le Pic de Bennett (Campethera bennettii) est une espèce d'oiseau de la famille des Picidae. 

## Répartition
Son aire de répartition s'étend sur  la République démocratique du Congo, le Rwanda, le Burundi, la Tanzanie, le Malawi, la Zambie, le Zimbabwe, le Mozambique, le Swaziland, l'Afrique du Sud, le Botswana, la Namibie et l'Angola.

## Sous-espèces
Cet oiseau est représenté par 3 sous-espèces :
- Campethera bennettii bennettii (A. Smith, 1836) ;
- Campethera bennettii capricorni Strickland, 1853 ;
- Campethera bennettii scriptoricauda (Reichenow, 1896).